# 長斎幾代麿
長斎 幾代麿（ちょうさい きよまる、生没年不詳）とは、江戸時代の浮世絵師。

## 来歴
師系・経歴不明。長斎、幾代麿、清麿と称す。作画期は享和から文政の頃にかけてで、錦絵の他肉筆の美人画や合巻の挿絵などを描く。

## 作品
- 『活花百花式』　※養心斎法橋伝、文政5年（1822年）
- 「江口君」　大判錦絵　※文化頃、「清麿写」の落款
- 「雨上り」　絹本着色